# Herb obwodu zabajkalskiego

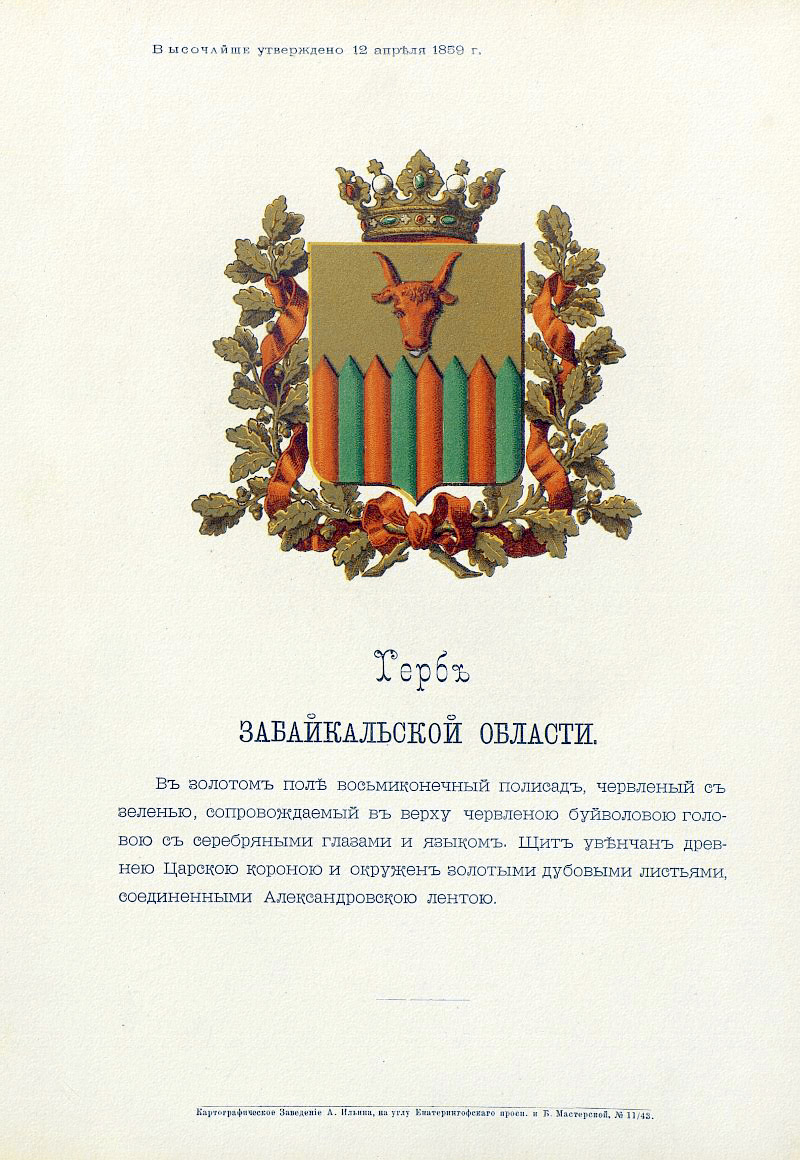
Karta z herbarza A. Benkego z 1880 roku

Herb obwodu zabajkalskiego (ros. Герб Забайкальской области) – symbol obwodu zabajkalskiego będącego jednostką administracyjną Imperium Rosyjskiego istniejącej od 1851 roku. Jego wygląd został zatwierdzony 12 kwietnia 1859 roku. 

## Blazonowanie
W polu złotym palisada o ośmiu palach naprzemiennie czerwonym i zielonym, powyżej głowa bawola czerwona z rogami takimiż, oczami i językiem srebrnymi. Tarcza zwieńczona koroną carską i otoczona liśćmi dębu złotymi przewiązanymi wstęgą Świętego Aleksandra .

## Opis
Herb stanowi złota tarcza francuska, na której widnieje palisada wykonana z 8 pali naprzemiennie w kolorze czerwonym i zielonym począwszy od strony prawej (heraldycznie). Nad palisadą umieszczony jest wizerunek głowy bawolej w kolorze czerwonym z czerwonymi rogami oraz srebrnymi oczami i językiem. Tarcza zwieńczona jest starożytną koroną cesarską. Herb otoczony jest dwoma złotymi gałązkami dębowymi połączonymi czerwoną wstęgą orderu świętego Aleksandra zawiązaną w kokardę  .

## Historia
Obwód zabajkalski został utworzony 11 lipca 1851 roku. 12 kwietnia 1859 roku został zatwierdzony wzór herbu obwodu zabajkalskiego, jednego z pierwszych zaprojektowanych i pierwszego zatwierdzonego według nowych zasad opracowanych przez Bernharda Karla von Koehne i wprowadzonych jako obowiązujące w 1857 roku .
Herb obwodu stał się podstawą do opracowania herbu Czyty, który z kolei widniał na herbie obwodu czytyjskiego, a następnie herbie Kraju Zabajkalskiego .

## Galeria

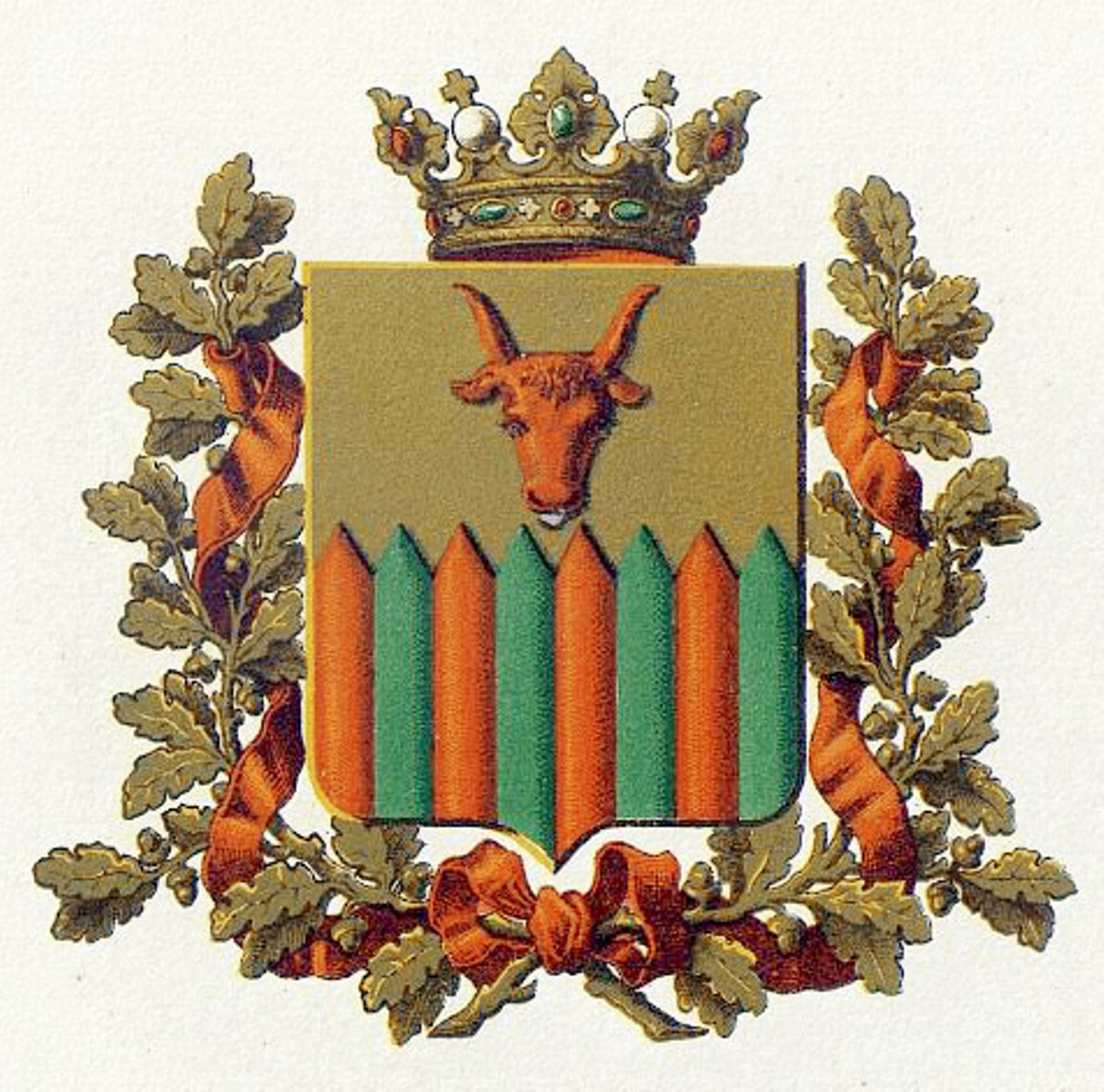
Herb obwodu z herbarza A. Benkego z 1880 roku
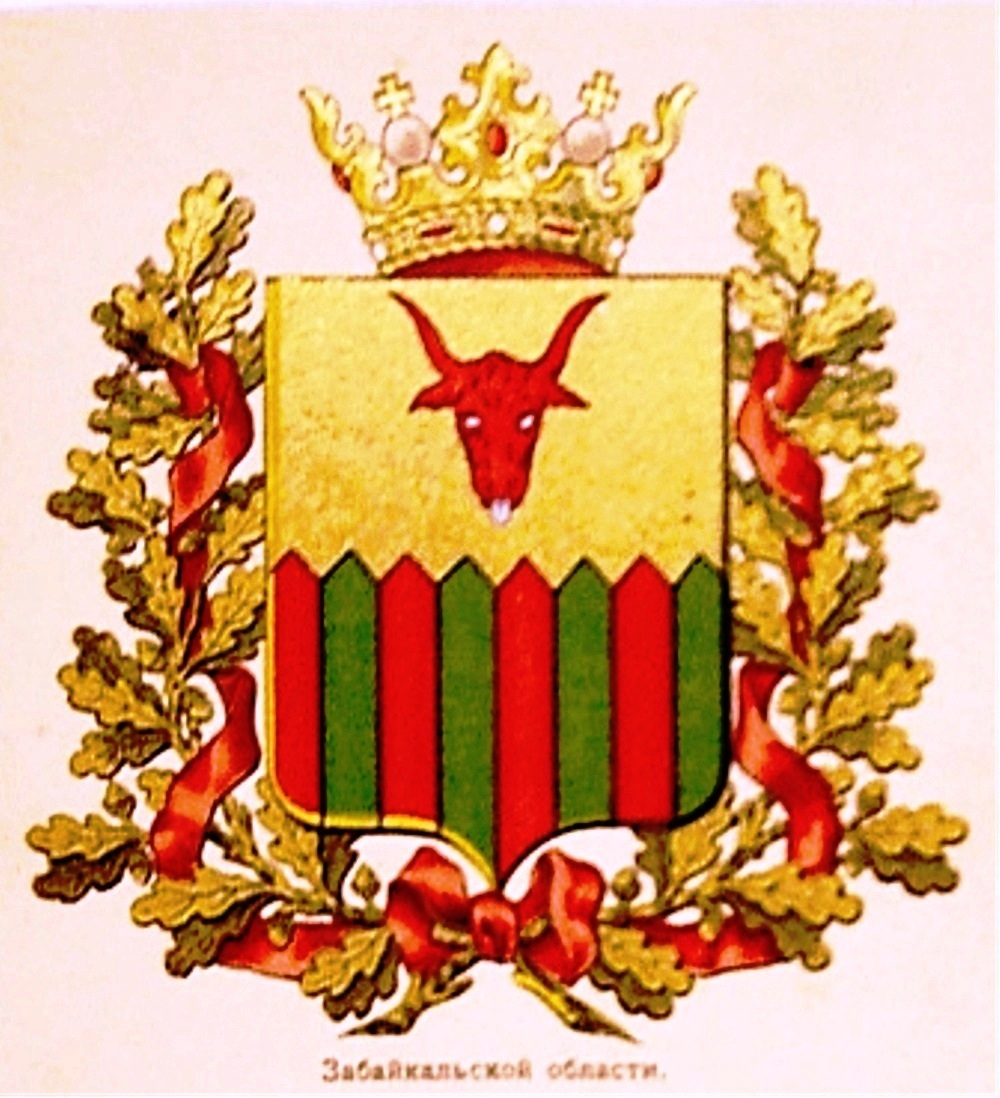
Herb obwodu z herbarza W. Sukaczewa z lat 1878-1881
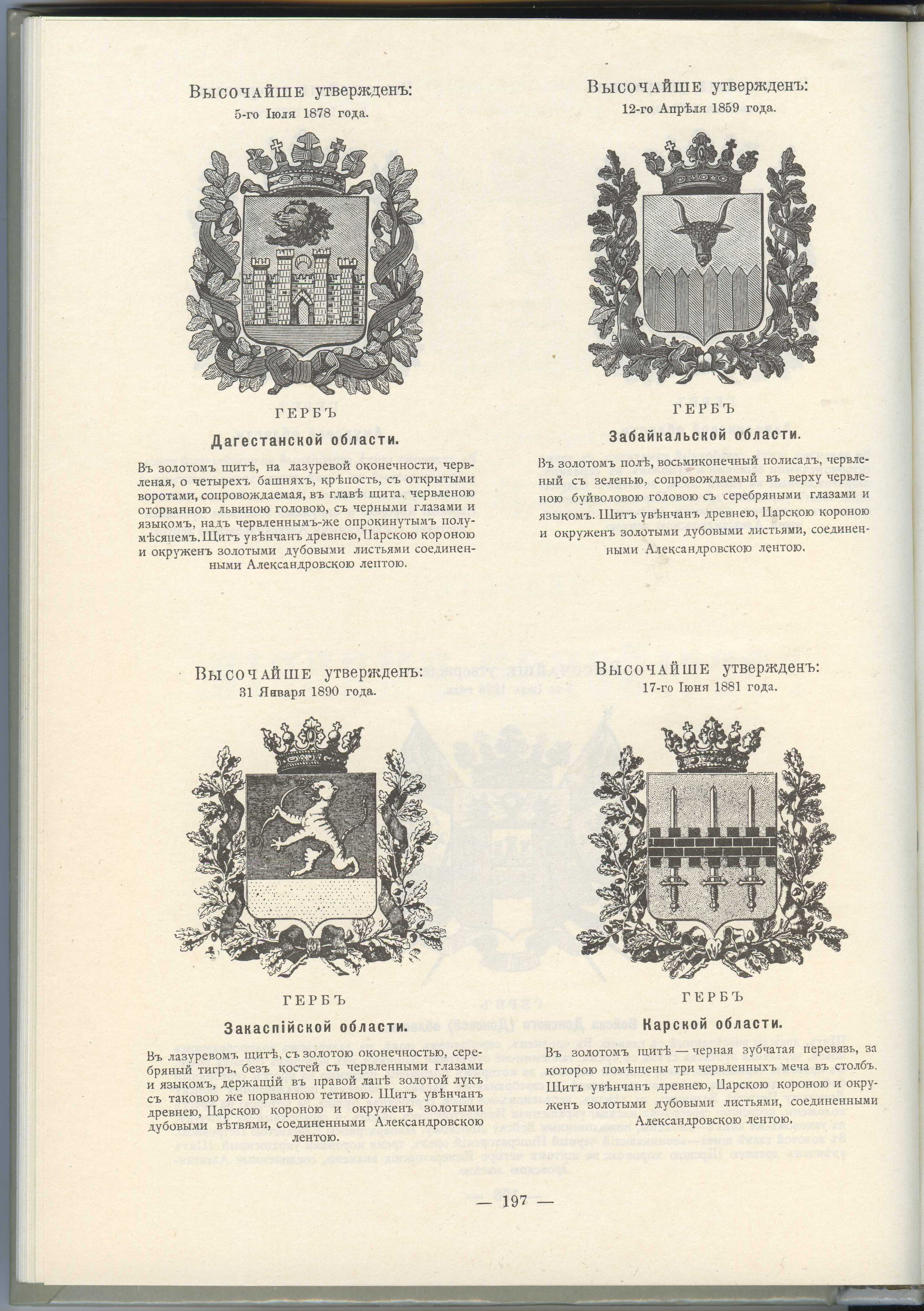
Karta z herbarza P. Winklera z 1899 roku (herb obwodu drugi w pierwszym rzędzie)
Herb Czyty z 1913 roku
Współczesny herb Czyty
Herb Kraju Zabajkalskiego, wcześniej także obwodu czytyjskiego